# Episodi di Castlevania (terza stagione)
La terza stagione della serie animata Castlevania è stata interamente pubblicata a livello internazionale il 5 marzo 2020 su Netflix.
| nº (assoluto) | nº (stagione) | Titolo originale                      | Titolo italiano                           | Pubblicazione |
| ------------- | ------------- | ------------------------------------- | ----------------------------------------- | ------------- |
| 13            | 1             | Bless Your Dead Little Hearts         | Siano benedetti i vostri cuori morti      | 5 marzo 2020  |
| 14            | 2             | The Reparation of My Heart            | La guarigione del mio cuore               | 5 marzo 2020  |
| 15            | 3             | Investigators                         | Investigatori                             | 5 marzo 2020  |
| 16            | 4             | I Have a Scheme                       | Ho un piano                               | 5 marzo 2020  |
| 17            | 5             | A Seat of Civilisation and Refinement | Un luogo di civilizzazione e raffinatezza | 5 marzo 2020  |
| 18            | 6             | The Good Dream                        | I sogni più belli                         | 5 marzo 2020  |
| 19            | 7             | Worse Things Than Betrayal            | Cose peggiori del tradimento              | 5 marzo 2020  |
| 20            | 8             | What the Night Brings                 | Cosa ci porterà la notte                  | 5 marzo 2020  |
| 21            | 9             | The Harvest                           | Il raccolto                               | 5 marzo 2020  |
| 22            | 10            | Abandon All Hope                      | Abbandonate ogni speranza                 | 5 marzo 2020  |

## Siano benedetti i vostri cuori morti
- Titolo originale: Bless Your Dead Little Hearts
- Diretto da: Sam Deats
- Scritto da: Warren Ellis

### Trama
Un mese dopo la morte di Dracula, Alucard cerca di adattarsi alla sua solitudine, ma gli mancano Trevor e Sypha e teme di impazzire. Nel frattempo, dopo aver eliminato le creature notturne disoneste, Trevor e Sypha arrivano nella piccola città di Lindenfeld, dove un priorato locale simpatizza con la causa di Dracula e desidera punire i responsabili della sua morte. Carmilla torna al suo castello in Stiria con Hector per riunirsi al suo Consiglio delle Sorelle; composto da se stessa, Lenore, Striga e Morana. Hector viene quindi imprigionato nel suo castello.

## La guarigione del mio cuore
- Titolo originale: The Reparation of My Heart
- Diretto da: Sam Deats
- Scritto da: Warren Ellis

### Trama
A Tunisi, Isaac, in cerca di vendetta su Hector per il suo tradimento, riceve uno specchio a distanza da un anziano collezionista, che poi usa per localizzare Hector al castello di Carmilla. Dopo aver massacrato il popolo di Tunisi quando gli viene rifiutato un passaggio pacifico, Isaac e le sue creature partono per Genova su una barca appartenente a un uomo conosciuto come il Capitano. In Stiria, Carmilla condivide i suoi piani per far creare a Hector un esercito di creature notturne e usarle per dominare l'area tra il loro castello e Brăila, trasformando tutti gli umani della regione in bestiame. Tuttavia, quando Morgana e Striga fanno notare come Hector rifiuterà o utilizzerà le Creature della Notte per tradirli, Lenore si offre volontaria per convincerlo del contrario. A Lindenfeld, Trevor incontra il misterioso Saint Germain, che lo riconosce come un Belmont. Germain convince il leader del priorato, Sala, a concedergli l'accesso alla loro biblioteca. Alla Fortezza di Belmont, Alucard riceve la visita di una coppia di cacciatori di vampiri dal Giappone, Sumi e Taka, che desiderano essere addestrati da lui per difendere la loro gente, cosa che lui accetta.

## Investigatori
- Titolo originale: Investigators
- Diretto da: Sam Deats
- Scritto da: Warren Ellis

### Trama
Facendo amicizia con il giudice di Lindenfeld, Trevor e Sypha scoprono come una delle creature notturne di Dracula, soprannominata Il Visitatore, si è schiantata nel priorato e ha iniziato a comunicare con i monaci. Da allora, Sala iniziò a rifiutare alla gente del paese l'ingresso nel monastero del priorato e permise l'ingresso agli estranei disturbati; Trevor e Sypha decidono di indagare su cosa sta facendo il priorato. In mare aperto, il Capitano e Isaac discutono sui meriti dell'umanità. Quando Isaac dice che desidera portare avanti le ambizioni di Dracula e sradicare l'umanità, il Capitano lo sfida a usare invece le sue capacità per insegnare all'umanità come essere più gentile. Al castello di Carmilla, Lenore porta del cibo a Hector nudo e malconcio. Diffidando delle sue intenzioni, minaccia Lenore nel tentativo di scappare, solo per essere sconfitto da lei.

## Ho un piano
- Titolo originale: I Have a Scheme
- Diretto da: Sam Deats
- Scritto da: Warren Ellis

### Trama
Al castello di Dracula, Taka e Sumi rivelano che una volta furono ridotti in schiavitù da uno dei membri del consiglio di Dracula, Chō, fino a quando non massacrarono le sue guardie e fuggirono quando lei se ne andò per assistere Dracula. Sebbene Cho in seguito morì nella battaglia contro Dracula, Taka e Sumi sanno che un giorno un altro vampiro le succederà e chiedono ad Alucard di insegnare loro ad essere migliori cacciatori di vampiri. In Stiria, Striga e Morgana discutono sui costi del piano di Carmilla, concludendo che, in caso di successo, governeranno un impero. Nel frattempo, Lenore fornisce a Hector cibo e vestiti e mette in dubbio la sua relazione con Dracula. A Lindenfeld, Germain ottiene l'ingresso al monastero, rivelando a Sala che il simbolo dato loro dal Visitatore è il segno alchemico dello zolfo usato dai filosofi per denotare l'Inferno. Isaac arriva a Genova.

## Un luogo di civilizzazione e raffinatezza
- Titolo originale: A Seat of Civilisation and Refinement
- Diretto da: Sam Deats
- Scritto da: Warren Ellis

### Trama
Mentre riflette sulle sue scelte di vita, Trevor incontra il giudice e nota che i monaci hanno scolpito segni alchemici in tutta la città. Saint Germain continua a indagare all'interno del monastero, incontrando l'ingresso del seminterrato, dove Sala si rifiuta di lasciarlo entrare. Fuori incontra Sypha, che sa di essere un mago. Raggiunto Trevor alla taverna locale, Saint Germain dice loro che è alla ricerca di un portale per il "Corridoio Infinito"; un regno alternativo che garantisce l'accesso a infiniti mondi attraverso lo spazio e il tempo. Saint Germain spiega inoltre che una volta ha perso qualcuno a lui caro nel corridoio e che un portale si trova sotto il priorato. Vicino al castello di Dracula, Alucard inizia ad addestrare Sumi e Taka, legandosi con loro nel processo.

## I sogni più belli
- Titolo originale: The Good Dream
- Diretto da: Sam Deats, Adam Deats
- Scritto da: Warren Ellis

### Trama
Lenore porta Hector a fare una passeggiata intorno al castello di Carmilla, mettendo ulteriormente in dubbio i piani di Dracula e come avrebbero giovato a Hector, e lui inizia gradualmente a innamorarsi del suo fascino. A Lindenfeld, Trevor e Sypha decidono di fidarsi di Germain. Germain ha l'incubo di cadere attraverso il Corridoio Infinito, vedendo numerosi mondi e strani esseri. L'incubo finisce quando Germain vede una donna in un altro portale, che gli lancia un cristallo che lui prende in mano. Al suo falò fuori Genova, Isaac conversa con una delle sue creature notturne, Flyseyes, su come era la sua vita prima di essere trasportato all'Inferno e rinascere. Flyseyes rivela che era un filosofo ad Atene durante un periodo in cui la filosofia era messa fuori legge dai cristiani; di fronte alla morte, tradì i suoi compagni filosofi, solo per essere comunque ucciso e finire all'Inferno per il suo tradimento. Avendo imparato ad apprezzare il peccato, ringrazia Isaac per il suo risveglio, che sembra turbare profondamente il mastro fabbro.

## Cose peggiori del tradimento
- Titolo originale: Worse Things Than Betrayal
- Diretto da: Sam Deats
- Scritto da: Warren Ellis

### Trama
Alucard porta Sumi e Taka alla Fortezza di Belmont, affermando che devono iniziare in piccolo. Ritornando al monastero di Lindenfeld, Saint Germain scopre un libro che mostra come riportare indietro i morti dall'Inferno. Trevor combatte con alcuni monaci, catturandone uno e riportandolo indietro per incontrare il giudice e Sypha. Germain si dirige verso i sotterranei del monastero, dove trova il Visitatore ancora in vita impalato alle pareti. Oltre Genova e a due settimane di viaggio dalla Stiria, Isaac si ritrova in una città abbandonata e incontra una donna cieca di nome Miranda. Deducendo Isaac come un collega maestro forgiatore, Miranda lo informa che un Mago ha catturato cittadini di diverse città vicine, riducendoli in schiavitù per costruire una grande città, dicendogli anche che il Mago possiede uno specchio di trasmissione, che può trasportare Isaac e il suo esercito a Stiria.

## Cosa ci porterà la notte
- Titolo originale: What the Night Brings
- Diretto da: Sam Deats
- Scritto da: Warren Ellis

### Trama
Mentre Striga, Morgana e infine Carmilla mettono a punto una strategia, Lenore incontra di nuovo Hector, offrendogli la possibilità di andarsene e stare con lei. Germain fugge dal seminterrato e lascia il monastero, incontrando Trevor, Sypha e il giudice mentre interrogano il monaco catturato. Il gruppo escogita un piano per combattere i monaci e aiutare Germain ad aprire il Corridoio Infinito; sia le forze del giudice che i monaci del priorato iniziano a prepararsi per la battaglia. Nella stiva di Belmont, Alucard si lega a Taka e Sumi durante il loro addestramento, ma entrambi sospettano che Alucard stia nascondendo loro qualcosa.

## Il raccolto
- Titolo originale: The Harvest
- Diretto da: Sam Deats, Adam Deats
- Scritto da: Warren Ellis

### Trama
Al tramonto, le case di Lindenfeld che portano le incisioni alchemiche prendono improvvisamente fuoco, uccidendo le persone. Inizia una battaglia tra i monaci e gli uomini del giudice, mentre innumerevoli creature notturne emergono dal Priorato. Trevor, Sypha e Saint Germain entrano nel monastero, dove il Visitatore imbriglia le anime dei morti, usandole per controllare il Corridoio Infinito, aprendo così un portale per l'inferno e rivelando Dracula che abbraccia Lisa. In Stiria, Lenore fa sesso con Hector, inducendolo a lasciarsi scivolare al dito un magico anello da schiavo. Isaac e le sue Creature della Notte entrano nella città del Mago e combattono contro i suoi schiavi senza vita e la Legione, una fusione di innumerevoli corpi umani. Isaac uccide il Mago, liberando i cadaveri sotto il suo controllo. Taka e Sumi entrano nella stanza di Alucard e continuano a fare sesso con lui.

## Abbandonate ogni speranza
- Titolo originale: Abandon All Hope
- Diretto da: Sam Deats
- Scritto da: Warren Ellis

### Trama
Taka e Sumi accusano Alucard di nascondere loro la sua conoscenza della magia e di non insegnare loro come gestire il castello. Prima che possano impalarlo, Alucard usa la sua spada per tagliare loro la gola. Nel seminterrato del monastero, Trevor e Sypha combattono le Creature della Notte mentre Germain cerca di chiudere il portale, costringendo il Visitatore ad aiutarlo a controllarlo. Trevor distrugge il Visitatore e Germain ringrazia lui e Sypha prima di svanire nel Corridoio Infinito. Dopo essere stato accoltellato da Sala, il giudice gli rivela un percorso segreto che può utilizzare per scappare. Si scopre che il percorso segreto conduce a una fossa di punte, che uccide Sala. Indagando sulla fossa e sulla casa del giudice, Trevor e Sypha si rendono conto che il giudice aveva segretamente ucciso bambini attirandoli nella fossa. Emotivamente angosciati, bruciano la casa del giudice e partono da Lindenfeld. Al castello di Carmilla, Lenore presenta alle sorelle i propri anelli di schiave, che costringeranno Hector, e per estensione le sue creature notturne, a essere loro fedeli. Un Alucard in lutto lascia i corpi impalati di Sumi e Taka fuori dal castello di Dracula come avvertimento per i futuri visitatori, proprio come Dracula aveva fatto prima di lui.